# Ponts-et-Marais
Ponts-et-Marais ist eine französische Gemeinde mit 801 Einwohnern (Stand: 1. Januar 2022) im Département Seine-Maritime in der Region Normandie. Sie gehört zum Arrondissement Dieppe und zum Kanton  Eu. Die Einwohner werden Pontois genannt.

## Geographie
Ponts-et-Marais liegt etwa 44 Kilometer ostnordöstlich von Dieppe am Bresle. Umgeben wird Ponts-et-Marais von den Nachbargemeinden Saint-Quentin-la-Motte-Croix-au-Bailly im Norden, Oust-Marest im Osten und Nordosten, Bouvaincourt-sur-Bresle im Osten und Südosten, Incheville im Südosten sowie Eu im Süden und Westen.

## Bevölkerungsentwicklung
| Jahr                      | 1962 | 1968 | 1975 | 1982 | 1990 | 1999 | 2006 | 2013 |
| Einwohner                 | 755  | 791  | 773  | 854  | 793  | 828  | 838  | 786  |
| Quelle: Cassini und INSEE |      |      |      |      |      |      |      |      |

## Sehenswürdigkeiten

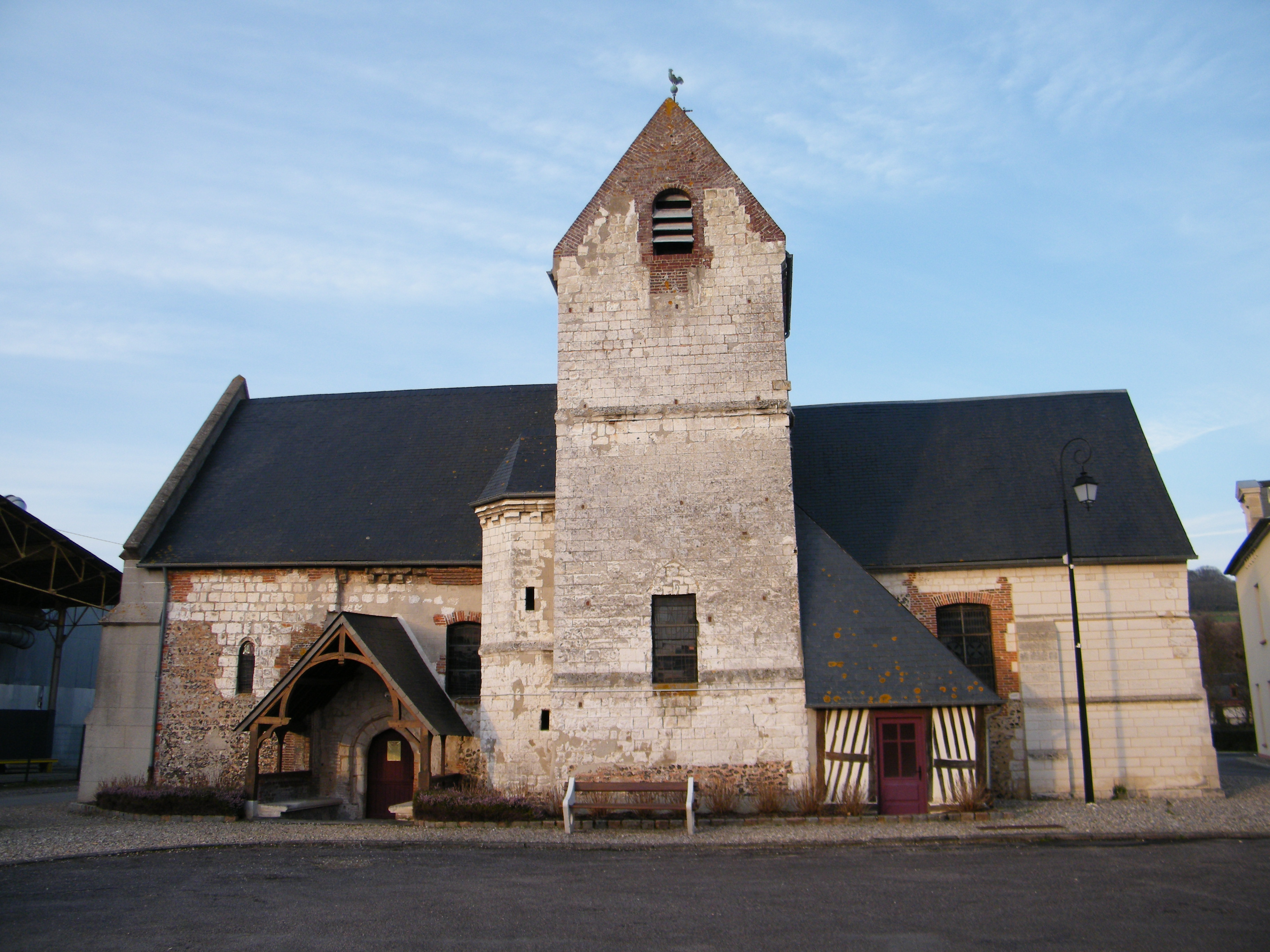
Kirche Saint-Valéry

- Kirche Saint-Valéry